# Нойендорф-Б
Нойендорф-Б (нем. Neuendorf B) — община в Германии, в земле Мекленбург-Передняя Померания.
Входит в состав района Восточная Передняя Померания. Подчиняется управлению Анклам-Ланд.  Население составляет 168 человек (на 31 декабря 2010 года). Занимает площадь 13,79 км².